# Saramaccani
I Saramaccani (in olandese Saramaccaners, in francese Saramaca, in saramaccano Saramaka o Saamaka) sono un gruppo etnico risiedente in Sudamerica nord-orientale, in particolare in Suriname e Guyana francese. Discendenti dei cimarroni, schiavi africani fuggiti dalle piantagioni e rifugiatisi nella foresta, dove si sono organizzati in comunità. Essi devono il proprio nome al fiume Saramacca, che scorre nell'omonimo distretto, pur essendo originari del medio corso del Suriname.

## Storia
Si ritiene che le prime comunità di cimarroni dalle quali hanno poi avuto origine i saramaccani si siano insediate lungo il medio corso del fiume Suriname, ed in particolare lungo due affluenti Pikílío e Gaánlío, a partire dal 1690, e durante tutto il XVII e XVIII secolo siano state rimpolpate da nuovi contingenti di schiavi fuggiti singolarmente, in piccoli gruppi o a seguito di ribellioni di massa. I saramaccani rappresentano quindi la comunità organizzata di cimarroni più antica della Guyana.

Per oltre un secolo, i saramaccani combatterono protetti dalla foresta pluviale una guerriglia contro le truppe coloniali inviate verso l'interno per sbarazzarsene, guadagnandosi la fama di feroci guerrieri, tanto che ancora agli inizi del XIX secolo gli insediamenti olandesi della fascia costiera venivano dotati di fortificazioni atte a difenderli dai loro raid.
Nel 1762, più di un secolo dopo l'emancipazione degli schiavi nel resto del Suriname, i saramaccani stipularono un trattato con i Paesi Bassi, volto a riconoscere i propri diritti territoriali e ad ottenere alcuni vantaggi commerciali: ottenuto ciò, similmente alle altre comunità di cimarroni essi continuarono a vivere appartati dalla vita del resto della colonia fino alla metà del XX secolo, quando le crescenti ingerenze del mondo esterno costringeranno la comunità saramaccana ad alcuni cambiamenti.
Negli anni sessanta, in seguito alla progettazione di un grande bacino idroelettrico (il futuro lago di Brokopondo) nella zona da essi abitata, più di 6000 saramaccani sono stati ricollocati in villaggi costruiti congiuntamente dal governo e dall'Alcoa lungo il basso corso del Suriname, e più della metà del loro territorio d'origine è stata sommersa dalle acque.

Fra la fine degli anni ottanta e l'inizio degli anni novanta, inoltre, a seguito della guerra civile in Suriname un gran numero di saramaccani si è spostato nella limitrofa Guyana francese, dove si stima che viva all'incirca un terzo dell'intera popolazione, nonostante le severe restrizioni imposte alla libertà di movimento delle comunità cimarrone.

Gli anni '90 vedono inoltre il governo di transizione surinamense dare in concessione vaste aree del Paese a multinazionali del legno e dei metalli soprattutto asiatiche, a discapito delle comunità cimarrone e amerindie residenti: l'arrivo delle multinazionali con le proprie apparecchiature, dei Peace Corps statunitensi e dei garimpeiros brasiliani lungo il corso del fiume Suriname e quello al loro seguito di fenomeni sociali come prostituzione, gioco d'azzardo, alcolismo e traffico di droga sconvolgono le comunità saramaccane, sebbene nello stesso periodo fossero anche state costruite delle scuole. Una delegazione saramaccana decise di portare un esposto alla Corte interamericana dei diritti umani, volto a tutelare i diritti della comunità sul proprio territorio, ma solo il 28 novembre del 2007 la Corte si è espressa, con responso favorevole: l'esito del contenzioso, riconoscendo ai saramaccani il possesso delle proprie terre d'origine, consentiva loro (creando al contempo un precedente per tutte le comunità amerindie e cimarrone) di avere voce in capitolo per quanto concernente la costruzione di infrastrutture o lo sfruttamento delle risorse presenti, oltre a dare loro diritto a un risarcimento per azioni avvenute senza il loro consenso. Tale risarcimento venne garantito dal governo surinamense sotto forma di un fondo di sviluppo speciale, sotto controllo saramaccano.

## Lingua saramaccana
I saramaccani parlano una propria lingua creola detta saramaccano, che condividono con un'altra tribù cimarrona del Suriname centrale, quella dei Matawai: essa è differente dal creolo parlato dalle tribù dell'est del Paese (Ndyuka, Aluku, Paramaccani, Kwinti), ed entrambe sono correlate allo sranan tongo parlato dai creoli della fascia costiera.

Il saramaccano tributa il 50% circa del proprio lessico da numerose lingue africane (soprattutto dell'area guineana e centrafricana, ai quali questa lingua deve anche gran parte della grammatica), un altro 20% all'inglese (lingua parlata dai primi coloni surinamensi), un altro 20% dal portoghese (lingua parlata dai navigatori e dai venditori di schiavi) e solo per il 10% presenta prestiti dall'lingua olandese e dalle lingue native americane.

## Costumi

### Società
La società saramaccana è estremamente egualitaria e si basa su un forte senso d'appartenenza. Essa si divide in clan (lo) a organizzazione caratteristicamente matrilineare, ciascuno dei quali arriva a contare anche alcune migliaia di persone e si basa sulla linea di discendenza da parte materna da una banda di schiavi fuggiti: ai singoli lo spetta la proprietà della terra, ma fra i vari capivillaggio possono essere siglati accordi temporanei per l'utilizzo esclusivo di determinati pezzi di terra o porzioni di territorio. Ciascun lo si suddivide a sua volta in parentele (bee) più recenti, di un centinaio di componenti, due o più delle quali formano un villaggio: i bee praticano l'esogamia secondo complessi rituali di assegnamento che si basano sulla divinazione. Le donne saramaccane possono sposarsi una volta compiuti i 15 anni d'età, mentre gli uomini si sposano solitamente dopo i 20 anni. Fra i saramaccani è piuttosto diffusa la poliginia, con le varie mogli che però godono di uguale status agli occhi del marito, che deve intendere la vita coniugale come un continuo corteggiamento, in cui sono previsti frequenti scambi di doni fra i due componenti. Molto diffusa fra le donne saramaccane era la scarificazione, divenuta tuttavia sempre meno comune durante il XXI secolo: fra di esse è inoltre la prassi isolarsi in casa durante la mestruazione, periodo considerato distruttivo per l'ordine del villaggio e durante il quale esse subiscono una serie di limitazioni per quanto concernente le proprie attività. Per il resto, fra donne e uomini non sussistono differenze di trattamento, mentre un rispetto speciale viene riservato agli anziani (considerati depositari del sapere) e agli antenati, che vengono consultati quotidianamente mediante divinazione.

I bambini, dopo aver passato la maggior parte dell'infanzia con la madre, vengono affidati a un individuo designato dal bee e non necessariamente del loro stesso sesso, sebbene i rapporti coi genitori rimangano forti, tanto che spesso prima di morire i padri passano al proprio figlio diletto (non necessariamente il primogenito) le conoscenze circa speciali rituali, oltre a un'arma da fuoco. L'affidatario si impegna ad insegnare al giovane le regole elementari di vita nel villaggio ed a responsabilizzarlo nei loro confronti. Come i matrimoni, anche i principi matrilineari (che determinano le questioni politiche e quelle legate alle eredità) sono mediati dalla divinazione.
Il trattato con gli olandesi impose ai saramaccani l'elezione di un capo approvato dal governo coloniale (gaamá) e coadiuvato da un certo numero di capivillaggio (kabiteni) e dai loro assistenti (basiá), tutti rappresentanti del medesimo lo, la designazione dei quali era originariamente basata su varie forme di divinazione come la possessione spiritica o il responso oracolare, mentre attualmente, con la sempre crescente ingerenza del governo centrale sull'assegnamento delle cariche (prima fra tutte l'assegnazione di un salario agli eletti), la sacralità di queste ultime è molto scemata.

Gaamá,  kabiteni e basiá tengono periodicamente riunioni dette kuútu nelle quali vengono discussi vari temi riguardanti l'intera comunità saramaccana o anche solo singoli villaggi o persone, spesso fungendo da risolutori per conflitti sociali come matrimoni rifiutati, dispute sul possesso di terra o sulla successione, reati più o meno gravi, malattie o epidemie, eventi calamitosi. I kuútu cercano la risoluzione dei problemi attraverso l'intercessione delle divinità o degli spiriti degli antenati, generalmente accordando risarcimenti verso la parte lesa da parte dei rei o del loro bee.
La maggior parte dell'interazione sociale avviene negli spazi comuni del villaggio e fra membri dello stesso bee e dello stesso sesso: le donne passano molto tempo assieme negli orti o sugli uscii a lavorare, mentre gli uomini cacciano e mangiano assieme. I saramaccani mantengono inoltre salda l'identità del villaggio mediante una grande varietà di attività sociali come il racconto di storie anche legate alla genealogia del lo, canti, balli e musiche, come l'apínti o "tamburo parlante".

### Insediamenti
I villaggi contano in genere 100-200 persone (generalmente una matriarca coi suoi figli, le loro mogli ed i nipoti) e consistono in un arrangiamento piuttosto disordinato di piccole capanne, pollai, macchie di cespugli, alberi da frutto, santuari e spiazzi liberi, ma sono sempre posti nelle immediate vicinanze di un corso d'acqua, che rappresenta per i saramaccani sia una fonte di sussistenza che un mezzo di trasporto per raggiungere i campi coltivati, che sono situati anche ad alcune ore di canoa dai villaggi.

Gli orti vengono creati dagli uomini della comunità mediante debbio, ma la loro manutenzione è completamente a carico delle donne, che si occupano anche del cucito e della fabbricazione di ciotole e vasellame mediante zucche: gli uomini si occupano perlopiù della caccia e della pesca, oltre che della costruzione di oggetti in legno (canoe, pagaie, sgabelli, crivelli, pettini, mestoli) e canestri intrecciati. Tradizionalmente, gli uomini passano periodi più o meno lunghi nella zona costiera del Suriname o della Guyana francese alla ricerca di lavori saltuari, al fine di guadagnare abbastanza da potersi permettere l'acquisto di beni di prima necessità come sale, fucili, munizioni, vasellame e pentole di metallo, amache, cherosene, sapone, vestiti ed altri oggetti utili, a discapito dell'artigianato locale: con la fine della guerra civile in Suriname, in molti villaggi sono aperti piccoli negozi, ed è divenuto più comune l'utilizzo di nuovi beni di consumo come motori fuoribordo, radio, registratori e cellulari. L'apertura di siti di estrazione mineraria e di campi di taglio del legname, inoltre, ha fatto sì che sempre più saramaccani venissero reclutati come manodopera locale, evitando loro di migrare verso la costa. Gli orti dei saramaccani sono perlopiù adibiti alla coltivazione del riso, ma sussistono anche numerose altre coltivazioni come manioca, taro, gombo, granturco, banana, arachidi e canna da zucchero, e nei pressi di essi le donne si costruiscono capanne e santuari: all'interno dei villaggi vengono piantati qua e là numerosi alberi da frutto, come palme da cocco, aranci, alberi del pane, papaye e zucche. Anche la raccolta dei prodotti spontanei della foresta (frutti, bacche, radici, semi) è molto praticata, sia dagli uomini che dalle donne. La ricerca e raccolta del cibo vengono fatte su base comunitaria, col cibo che viene distribuito all'intera comunità: fra i saramaccani non esistono mercati.

Le capanne tradizionali saramaccane hanno in genere dimensioni contenute (poco più lunghe di un'amaca distesa) e sono costruite con pareti di assi di legno, tetto di paglia o di foglie di palma e pavimento dello stesso materiale o di lamiera ondulata: molto spesso esse mancano di finestre, ma presentano facciata abbellita dai proprietari con intagli elaborati. I villaggi di rilocazione nei quali molti saramaccani sono stati ricollocati hanno invece la tradizionale pianta a scacchiera tipica delle città europee, sono situati a una certa distanza dai corpi idrici ed ospitano fino a 2000 persone: a partire dalla guerra civile in Suriname, inoltre, sempre più saramaccani hanno cominciato a costruire le proprie abitazioni seguendo uno stile occidentale, utilizzando cemento e mattoni. Le donne saramaccane possiedono in genere una capanna nel proprio villaggio d'appartenenza, una seconda capanna nel villaggio d'appartenenza del marito (dove essa passa la maggior parte del tempo) ed una terza nel proprio orto: gli uomini, invece, costruiscono numerose capanne per sé e per le mogli a vari stadi della propria vita, che poi abitano a rotazione. La proprietà della casa è della persona che la costruisce e la abita.

### Religione
La religione saramaccana si basa sulla concezione che tutto il male (eventi sfortunati o calamitosi, malattie) abbia origine da azioni umane errate, che hanno irritato gli spiriti o le divinità rendendoli Kúnus, ossia malvagi e vendicativi, sia sulla persona che ha sbagliato nei loro confronti, causandole sfortuna, che verso gli spiriti dei suoi antenati e dei suoi discendenti in senso matrilineare, torturandoli in eterno. Esiste tutto uno stuolo di entità più o meno benevole che rappresentano una presenza costante (spiriti elementali, dei guerrieri o degli antenati, spiriti della foresta, divinità protettrici del villaggio, animali totemici) da consultare ed eventualmente propiziarsi prima di prendere qualsiasi decisione inerente ai fatti della vita (se sposarsi e con chi, scegliere dove posizionare un nuovo orto o costruire una casa, se intraprendere un viaggio e in che giorno, se accettare delle contrattazioni o meno): i mezzi di comunicazione con questa dimensione spirituale sono molteplici e vanno dai rituali appresi dagli anziani alla consultazione di oracoli, all'interpretazione dei sogni alla possessione spiritica. Quotidianamente essi devono essere onorati e la loro ira placata tramite una serie di cerimoniali che comprende frequenti preghiere, libagioni e danze, e per ogni attività riguardante la nascita, la morte o un passaggio importante della vita esistono rituali ben precisi, che vanno dal cacciare e uccidere un tapiro al piantumare un campo di riso. Ad esempio, la morte di una persona dà inizio a un processo che dura circa un anno e culmina nella sua elevazione al rango di antenato: i riti iniziali durano da una settimana e tre mesi a seconda dell'importanza del morto, che viene circondato dagli effetti personali e con essi adagiato in una bara riccamente decorata, che viene passata sopra la testa di due specialisti per investigare il favore degli spiriti. Seguono feste e banchetti dedicati agli antenati, contornati da danze, canti e racconti. Dopo alcuni mesi, viene celebrato un secondo funerale del morto, volto ad allontanarne il fantasma dal villaggio e a decretare la fine del lutto, proclamandone l'avvenuta elevazione ad antenato dopo una notte di festa.

I cerimoniali non hanno cadenza fissa ma sono regolati dalla comparsa dell'evento, positivo o negativo che sia. Fra i saramaccani non sono presenti sciamani, ma numerosi "specialisti", persone comuni che conoscono lo svolgimento di un particolare rito o l'interpretazione di determinati segni perché istruite da altri specialisti in punto di morte, secondo criteri di scelta legati alla volontà dello specialista e non necessariamente legati a questioni genealogiche: ciascuno specialista sovrintende ai cerimoniali di sua competenza e periodicamente visita i santuari del villaggio, oltre a risolvere dietro compenso (sotto forma di vestiti, rhum o denaro) nei limiti delle proprie competenze casi di cattiva fortuna.
Circa un quarto dei saramaccani si professa cristiano: la maggior parte di questi appartiene al gruppo dei moraviani, che fondarono missioni, scuole e ospedali in terra saramaccana già durante il XVIII secolo, mentre una quota significativa è cattolica ed un numero sempre crescente si sta convertendo all'evangelicalismo negli ultimi anni.